# Vasco Rossi
Pour les articles homonymes, voir Rossi.
Vasco Rossi, également connu simplement sous le nom de Vasco ou autrefois sous le surnom de Blasco, est un auteur-compositeur-interprète italien, né à Zocca, le 7 février 1952.
« Provocateur » autoproclamé, il est considéré comme l'un des plus grands représentants de la musique rock italienne.
Depuis le début de sa carrière en 1977, il a sorti 34 albums, dont 18 studio, 11 live et 5 collections officielles, ainsi que deux EP et une œuvre audiovisuelle ; Au total, il a composé 192 chansons et a écrit de nombreuses paroles et musiques pour d'autres interprètes.
Il a vendu plus de 40 millions de disques et est l'un des artistes italiens les plus titrés depuis le début des années 1980. Il est également le premier artiste italien quant au nombre d'albums vendus au cours de la décennie 2010 à 2019. En particulier, ses albums Vivere o niente et Sono Innocente ont obtenu la première place du classement des albums les plus vendus en Italie en 2011 et 2014 respectivement. Il détient également le record d'avoir été premier au classement des albums les plus vendus en Italie au cours de cinq décennies différentes, depuis que l'album Siamo qui a atteint le sommet des écoutes en 2021 et d'être l'artiste avec le plus d'albums certifié par FIMI (Federazione Industria Musicale Italiana).
Dans les années 80, le style de vie indiscipliné caractérisée par l'alcool, la drogue, les femmes et les tournées frénétiques continues a rapproché Vasco Rossi du stéréotype de la rock star, qui est devenue au fil du temps une véritable icône.
Au cours de sa carrière, il a donné plus de 800 concerts rassemblant au total plus de 10 millions de fans et détient le record du monde de spectateurs payants lors d'un concert solo (225 173 entrées payantes au Modena Park 2017 sur une seule date), en plus de détenir de nombreux autres records nationaux.
On lui attribue d'avoir été le protagoniste d'une véritable révolution musicale : ses chansons traitent de thèmes sociologiques et existentiels et se caractérisent par un style expressif singulier, qui a également influencé le langage parlé.
Son travail lui a valu de nombreux prix, dont le Prix National de « Il Paroliere » pour la chanson Ogni volta en 1982, le Targa Tenco du meilleur album en 1998 avec Canzoni per me, le Prix Lunezia du Poète du Rock pour la chanson Quanti anni hai en 1999, le Nastro d'argento de la meilleure chanson originale pour Un senso et le diplôme honorifique en sciences de la communication de l'IULM de Milan en 2005, le prix Fernanda Pivano en 2006, le Golden Nettuno et le Tenco Lifetime Achievement Award en 2020.

Vasco Rossi Live San Siro Milano 2024 (x7 concerts)

## Biographie

### Enfance et jeunesse (1952-1974)

#### Enfance
Vasco Rossi est né à Zocca, dans la province de Modène, le 7 février 1952.
Le nom lui a été donné par son père Giovanni Carlo, dit Carlino (1923-1979), camionneur de métier, en hommage à un codétenu du même nom en Allemagne pendant la Seconde Guerre mondiale. Enfant unique, au caractère timide, il passe une enfance paisible, entouré de l'affection des siens.
La profession de chauffeur de camion de son père l'a amené à passer quelques années de sa prime jeunesse à Siniscola, comme il l'a lui-même confirmé lors d'un de ses concerts à Cagliari en 2010.
Enfant, à la suite de la décision de sa mère Novella Corsi, femme au foyer passionnée de musique, il est inscrit à l'école de chant du maestro Bononcini et commence à développer une passion pour le monde de la musique. À 13 ans, il remporte le Golden Nightingale, un événement de chant de Modène organisé par la compagnie Sandrone, avec la chanson Come nelle fiabe, tandis qu'à 14 ans, il rejoint son premier groupe musical, un quintette appelé "Killer", nom transformé plus tard en "Little Boys"; le groupe comprend également Marco Gherardi, qui collabore ensuite plusieurs fois avec Vasco.

#### L'adolescence et la période universitaire
En 1967, après son diplôme d'études secondaires, sa famille l'inscrit à l'Institut Salésien de San Giuseppe de Modène, pour qu'il obtienne son diplôme. L'expérience universitaire s'avère traumatisante et marquera profondément le caractère de Vasco Rossi : la terrible relation qu'il noue avec les Salésiens s'étendra à d'autres figures ecclésiastiques. Il s'enfuit à deux reprises et se réfugie dans la maison d'une tante à Bologne ; à la suite de la deuxième évasion, son père l'inscrit à l'Institut Technique Commercial "Tanari" de la capitale émilienne, où il séjourne chez sa tante. En 2017, Vasco dira que, lorsqu'il voulait aller à l'université, son père l'avait inscrit à la comptabilité parce qu'il voulait que Vasco fasse un travail en intérieur, étant donné que Giovanni Carlo travaillait comme chauffeur de camion et s'inquiétait des conséquences du mauvais temps. Le choix de l’école ne satisfera jamais le futur rockeur. Il réussit cependant à obtenir un diplôme de comptable.
A Bologne, Vasco est resté pendant la période de protestation étudiante, soutenant les positions anarchistes, même s'il ne s'est pas distingué par sa participation aux luttes politiques, auxquelles il est resté fondamentalement indifférent. Cependant, il est fasciné par le monde du théâtre, à tel point qu'il développe le rêve de s'inscrire à DAMS pour suivre le cursus de théâtre alternatif. Mais le père n'approuve pas l'idée ; c'est pourquoi, à l'automne 1972, Vasco fut contraint de s'inscrire à un cursus d'économie et de commerce à l'Université de Bologne.
Quelques mois plus tôt, il avait ouvert, avec Marco Gherardi, son ami d'enfance, un petit club, le "Punto Club", près de Zocca, qui devint plus tard une véritable discothèque; dans cette première période, elle servait de base pour l'organisation de fêtes et d'événements, et Vasco se consacrait à l'organisation.
Vasco quitte ensuite la maison de sa tante pour aller vivre dans une maison louée, toujours à Bologne, avec deux amis, décidant de prendre au sérieux son engagement universitaire ; cependant, après un bon départ, il se laisse séduire par les turbulences de Bologne de ces années-là. Elle continue de rester plutôt en marge de la lutte politique ; il fréquente ensuite le Teatro Evento de Bologne, pour lequel il réalise quelques œuvres et fait quelques apparitions en tant qu'acteur. Finalement, il se fiance avec Paola Panzacchi, une féministe convaincue, commençant une histoire d'amour très difficile, dont il sortira « avec des os brisés ».
Durant cette période, il élargit considérablement sa culture musicale : outre les Italiens Lucio Battisti, Francesco Guccini, Francesco De Gregori et Fabrizio De André, il écoute beaucoup de rock anglo-saxon, notamment les Rolling Stones.
En 1974, il abandonne définitivement l'économie et le commerce pour s'inscrire en pédagogie, plus conforme à ses inclinations, mais il interrompt ses études huit examens avant d'obtenir son diplôme. L'année suivante, il s'installe à Modène, pour économiser sur le loyer, partageant l'appartement avec d'autres amis.

### Les premiers pas dans le monde de la musique (1975-1981)

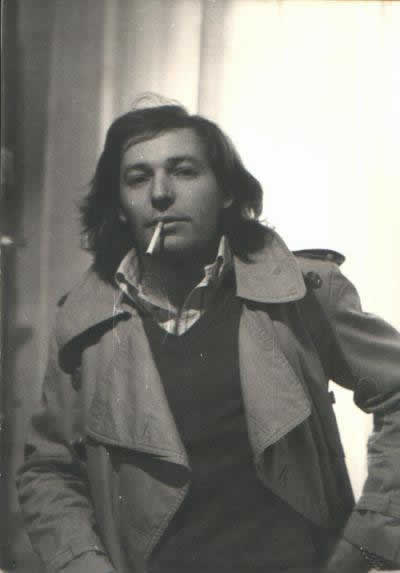
Vasco Rossi lors de sa période à Punto Radio

#### Punto Radio et ses débuts en tant que DJ
1975 fut une année historique pour sa formation : convaincu par l'idée de son ami Marco Gherardi, il fonda Punto Radio à Zocca, la première radio libre après la condamnation du magistrat de Vignola en 1976 qui déclara inconstitutionnel le monopole de la RAI, acquittant Vasco, administrateur de radio, et sur le modèle duquel des centaines de radios libres sont nées dans ces années-là en Italie. La radio, qui émet encore aujourd'hui depuis les hauteurs des Apennins toscans-émiliens, couvre une grande partie de la vallée du Pô et peut même être captée sur la place Saint-Marc à Venise.
Punto Radio est mentionnée par Pupi Avati dans son film Gli amici del bar Margherita.
L'expérience radiophonique est décisive pour la carrière de Vasco Rossi. Cela lui donne, tout d'abord, l'opportunité de mûrir en tant que showman, étant donné que Rossi sera l'un des principaux DJ tant des programmes radiophoniques que des soirées spéciales que la radio organisera dans les principales discothèques d'Émilie-Romagne et , deuxièmement, de rencontrer une série de personnes fondamentales dans sa future carrière, comme Gaetano Curreri, Maurizio Solieri, Massimo Riva, alors très jeune, et Red Ronnie, qui travaillait pour la BBC, une autre radio libre de Bologne. C'est lors des soirées organisées par la radio dans les clubs d'Émilie que Vasco prend pour la première fois la guitare et chante au public quelques chansons, dont certaines écrites par lui-même.

#### Débuts en tant qu'auteur-compositeur interprète et ses deux premiers albums
Après ses débuts comme DJ à Punto Radio et après avoir travaillé au théâtre, sous la pression de ses amis, dont Gaetano Curreri, ancien dirigeant du Stadio, il enregistre en 1977 son premier 45 tours, Jenny/Silvia contenant les chansons Jenny (une sorte de brouillon de Jenny è pazza) et Silvia, pour le label Borgatti Music, qui s'occupait jusqu'alors de la production et de la distribution de disques liés à la danse de salon.
En 1978, son premier album studio est sorti, Ma cosa vuoi che sia una canzone, dont l'enregistrement a commencé en 1976. La première version (avec une guitare tempérée sur la pochette) est sortie en tiré à seulement 20 000 exemplaires et diffusé principalement sur les radios gratuites. L'album est principalement commercialisé uniquement en Émilie-Romagne et en Lombardie et est de style auteur-compositeur-interprète, encore éloigné de la ligne rock adoptée par Vasco dans les années suivantes. Parmi les chansons les plus célèbres figure également La Nostra Relatione.
Son deuxième album a été publié en 1979 sous le titre "Non siamo mica gli americani !".L'album a connu plus de succès que le précédent, même s'il n'a pas atteint des chiffres de vente sensationnels. L'album se caractérise par un langage plus direct et plus dur que celui du premier, il représente la base de ce chemin rock que Vasco poursuivra avec ses œuvres ultérieures et est devenu célèbre surtout pour la chanson Albachiara (élue en 2020 comme la chanson italienne la plus aimée des 45 dernières années lors du concours radio I Love My Radio), qui des années plus tard sera découverte par le grand public et deviendra l'un des plus grands succès de Vasco, ainsi que la finale morceau de la plupart de ses concerts. Le clip de la chanson Liver, Liver Spapplato est le premier extrait d'une œuvre de l'artiste. D'autres chansons dont on se souvient sont l'ironie (pour ce que je dois faire) Je suis un soldat et Rencontres du troisième type (un titre qui est une parodie du film culte de Spielberg Rencontres du troisième type). La moitié des redevances de l'album ont été versées par le chanteur au producteur de l'époque, Alan Taylor, en échange d'une guitare "Martin", qu'il n'aurait pas pu se permettre à l'époque.
La première apparition de Rossi à la télévision remonte au 10 janvier 1979, lorsqu'il participait en tant que concurrent à l'émission 10 Hertz animée par Gianni Morandi. A la fin du programme, Vasco chante La sorcière (la diva du samedi soir). Le segment a été proposé à nouveau, trente ans plus tard, par La storia sia noi dans le spécial Solo Vasco de Caterina Stagno le 26 novembre 2008. Sa première représentation sur la place remonte au 26 mai 1979, précisément sur la Piazza Maggiore de Bologne, à l'initiative de Bibi Ballandi, sa première gérante.
Le 31 octobre 1979, son père Giovanni Carlo décède d'un accident vasculaire cérébral à l'âge de 56 ans. C'est un choc pour Vasco, qui pensait d'abord abandonner le monde de la musique.[58] Dans une interview avec Paolo Bonolis en 2017, Vasco dira que son père, s'il avait été vivant, n'aurait pas eu honte d'être fier du succès de son fils.[36] Vasco dédiera à sa mémoire la chanson Canzone, contenue dans l'album Vado al Massimo de 1982.

#### Colpa d'Alfredo, la fondation du Steve Rogers Band et Siamo solo noi
En 1980, son troisième album, Colpa d'Alfredo, sort[59] et le langage du rockeur devient encore plus sans scrupules, agressif et non conventionnel[60]. La couverture, conçue par Vasco lui-même : une photo en gros plan de lui avec un oeil au beurre noir et un visage enflé, est remplacée au dernier moment par la maison de disques, qui la place au dos, en plaçant une photo du même tournage sur le couvercle, mais par derrière . Cet album n'a pas non plus connu beaucoup de succès commercial, également en raison de la censure par certaines stations de radio de la chanson qui donne son titre à l'album, car elle était considérée comme vulgaire et offensante dans certaines parties des paroles.
"Ho perso un'altra occasione buona stasera, è andata a casa con il negro la troia"
(extrait de Colpa d'Alfredo, 1980)
Parmi les chansons les plus connues figurent également Non l'hai mica capito, Susanna, et Anima fragile.

Vasco Rossi en 1981

La même année, Vasco, qui souhaite que « son » groupe l'accompagne en tournée, fonde le Steve Rogers Band.
La popularité de Vasco Rossi, qui a également commencé à se faire connaître au niveau national, a augmenté à la suite de sa performance live, lors de la célèbre émission télévisée Domenica in, au cours de laquelle il a chanté la chanson Sensazioni forti. Sa performance a été largement critiquée par le journaliste Nantas Salvalaggio qui, dans un article de l'hebdomadaire Oggi, s'en est pris au chanteur et à Rai coupable d'avoir présenté dans son programme dominical le plus populaire un exemple similaire d'"idiot, méchant et toxicomane". Le rockeur ne répondra pas directement au journaliste, mais le fera avec une chanson très ironique, Vado al massimo, présentée au Festival de Sanremo en 1982. La définition du toxicomane donnée par le publiciste finira cependant par l'étiqueter, le conditionnant son image et dénaturer la perception de ses chansons au début des années quatre-vingt.
«Voglio vedere come va a finire andando al massimo senza frenare / Voglio vedere se davvero poi si va a finir male / Meglio rischiare, che diventare come quel tale, quel tale che scrive sul giornale »
(extrait de Vado al massimo, 1982)
C'est avec le quatrième album que le succès commence à arriver. È solo noi a été publié en 1981 et est toujours considéré comme l'une des meilleures œuvres du chanteur ; qui, malgré les critiques, met en pratique une idée de rock émancipé, visant directement le ventre.[70] La seule vidéo extraite était celle de Forget about this city et Vasco fut exclu du Festivalbar de 1981 : la chanson qu'il était censé interpréter était Sia solo noi, mais au dernier moment elle fut envoyée au juke-box Je veux y aller à la mer.[72] La chanson Hier, j'ai massacré mon fils est présentée sur la pochette sous le titre Hier, je chante. mon fils, puisque le titre a été jugé par la maison de disques trop immoral pour être écrit dans son intégralité. La chanson qui donne son titre à l'album sera identifiée à plusieurs reprises comme un véritable « hymne générationnel », toujours d'actualité aujourd'hui pour ses fans, et en 2013 elle a été élue meilleure chanson rock italienne de tous les temps par le magazine Rolling Stone.
«Siamo solo noi, generazione di sconvolti che non ha più santi né eroi» 
(extrait de Siamo solo noi, 1981)
Parmi les chansons les plus célèbres figurent également Incredibile Romantica et Brava.

### Succès (1982-1986)

#### Participations au Festival de Sanremo, Vado al massimo, Vita spericolata et victoire au Festivalbar avec Bollicine
L'expérience qui a radicalement changé la carrière de Vasco a été sa participation au Festival de Sanremo. Bien que le festival n'appartienne pas à l'horizon artistique du rockeur, ce dernier et son entourage décident d'exploiter la popularité grandissante du chanteur en le faisant participer à l'important showcase proposé par la Rai.
Ainsi, en 1982, Vasco participe au Festival avec la chanson Vado al massimo, qui contient une réponse ironique à Nantas Salvalaggio (dans le texte, il est appelé ce type qui écrit dans le journal). La prestation du rockeur a fait sensation : à la fin de sa prestation, alors qu'il quittait la scène, Vasco a mis le micro dans la poche de sa veste, avec l'intention de le donner au prochain concurrent. Cependant, le fil étant trop court, il a glissé et est tombé au sol, créant un rugissement dans la pièce, faisant se répandre l'opinion selon laquelle il l'avait intentionnellement jeté par terre, par mépris pour l'événement. C'est la sensation que le rockeur de Zocca voulait créer pour se distinguer des autres participants.
En avril de la même année sort l'album du même nom[78], qui reste dans les charts pendant seize semaines et qui est immédiatement suivi d'une tournée qui dure jusqu'en décembre. La première reconnaissance officielle arrive également pour Vasco, qui remporte le Prix National de « Il Paroliere », qui lui a été décerné dans la mégadiscothèque « Marabù » de Reggio Emilia, comme révélation de l'année avec la chanson Ogni volta.
« E ogni volta che non sono coerente / Ogni volta che non è importante / Ogni volta che qualcuno si preoccupa per me / Ogni volta che non c'è proprio quando la stavo cercando / Ogni volta, ogni volta quando / E ogni volta che non c'entro / Ogni volta che non sono stato / Ogni volta che non guardo in faccia a niente / E ogni volta che dopo piango / Ogni volta che rimango con la testa tra le mani / E rimando tutto a domani"
(de Ogni Volta, 1982)
D'autres chansons à retenir sont Canzone, Splendida giorno, La noia et Sono ancora in coma.
L'année suivante, en 1983, Vasco Rossi revient à Sanremo avec Vita spericolata.
La chanson, qui, bien qu'elle soit entrée en finale au Théâtre Ariston, a été classée avant-dernière du classement et n'a atteint que la sixième place des charts 45 tours la même année, deviendra l'un des classiques de la musique italienne[89]. ] sera ensuite réinterprété par Francesco De Gregori, qui l'a inclus dans l'album live Il bandito e il champion et repris par Gino Paoli dans la chanson Quattro amici.
«Voglio una vita spericolata, voglio una vita come quelle dei film / Voglio una vita esagerata, voglio una vita come Steve McQueen / Voglio una vita che non è mai tardi, di quelle che non dormi mai / Voglio una vita, la voglio piena di guai / E poi ci troveremo come le star a bere del whisky al "Roxy Bar""
(extrait de Vita spericolata, 1983)
À cette occasion également, la participation du rockeur émilien a fait sensation : au début du dernier refrain, Vasco a soudainement quitté la scène tandis que la piste d'accompagnement continuait à jouer, ce qui rendait indubitable que l'événement s'était déroulé en play-back.
S'ensuit la sortie de l'album Bollicine, véritable révolution dans le panorama musical italien, qui porte au plus haut niveau plus ou moins tous les thèmes clés du recueil de chansons de l'artiste, destiné désormais à avoir traité de cet album à comprendre dans son évolution et qui se placera, en 2012, à la première place de la liste des 100 meilleurs albums italiens selon Rolling Stone. C'est le sixième album en six ans, celui qui consacre définitivement Vasco Rossi comme une icône du rock italien. Il est resté dans les charts pendant 35 semaines, se vendant à plus de 1 000 000 d'exemplaires et a été le cinquième album le plus vendu de l'année. La chanson ironique et provocatrice Bollicine, truffée de slogans et de slogans (avec des références claires à la consommation de cocaïne), est une attaque mordante contre les publicités et leurs faux mythes, qui viennent saturer l'esprit des plus jeunes.
« Coca-Cola, e sei protagonista / Coca-Cola, per l'uomo che non deve chiedere, mai / Con tutte quelle tutte quelle bollicine / Coca cosa? Coca-Cola / Coca-Cola, e sai cosa bevi / Io la Coca-Cola me la porto a scuola / Coca-Cola sì, Coca-Cola: coca, casa e chiesa"
(extrait de Bollicine, 1983)
La chanson fonctionne et a immédiatement un fort impact en remportant le Festivalbar, avec un concert des Arènes de Vérone. D'autres chansons célèbres de l'album sont Una canzone per te, qui, selon certains critiques musicaux, comme Michele Monina et Dario Salvatori, traite de la genèse de ses chansons, en plus de représenter le manifeste artistique de l'auteur, Portatemi Dio et Giocala. La tournée de promotion de l'album, qui a duré près de dix mois, a été un triomphe. C'est certainement l'une des périodes de plus grand succès du point de vue musical, mais pas du point de vue humain : selon certains biographes, à cette époque, Vasco était toxicomane, vivait comme s'il était toujours sur scène, ne dort pas pendant des nuits et des jours entiers alors qu'il continue à prendre des amphétamines et du Lexotan, à tel point que le manager Guido Elmi est obligé d'annuler certains concerts.
En 1983, il approfondit également sa collaboration avec Stadio, pour qui il écrit les paroles de la chanson Acqua e soap, qui devient également un succès national en tant que bande originale du film du même nom de Carlo Verdone. L'année suivante, d'autres interventions de Vasco Rossi avec Stadio comprenaient les paroles et le chant (avec les chœurs de Lucio Dalla) dans Laface delle donne, une chanson importante de l'album du même nom du groupe de Curreri.

#### Va bene, va bene cosìetCosa succede in città
En avril 1984 sort le premier album live Va bene, va bene cosi, qui reste dans les charts pendant 33 semaines, dont 8 à la première place (au total il se vend à plus de 1 000 000 d'exemplaires, obtenant 10 disques de platine). , et cette année-là, c'était l'album le plus vendu en Italie. La seule chanson inédite est celle qui donne son titre à l'album et sera par la suite réinterprétée par Mina. La tournée Ve bene, va bene cosi commence en août.
Peu de temps après, en 1985, il sort l'album Cosa has in città et participe pour la deuxième fois au Festivalbar. L'album représente à certains égards un nouveau départ pour l'auteur-compositeur-interprète, mais bien qu'il contienne des chansons historiques qui deviendront plus tard des piliers des compositions de Vasco, comme Toffee, Una nouva canzone per te, Domi dormi, selon certains critiques, il est techniquement parfait, mais en raison des textes et du contenu, il est considéré comme plutôt "faible", également en raison des événements qui l'ont précédé.
Cosa succede in città est resté dans les charts pendant 29 semaines (sixième album le plus vendu de l'année) et a été suivi par la tournée associée.
Cela marque la fin d'une phase particulièrement intense de la carrière du rockeur avec près de 250 concerts organisés en seulement 4 ans.
Pendant deux ans, il disparaît complètement. Certains parlent de dépression nerveuse, mais c'est une période pendant laquelle Vasco se cherche, se désintoxique des amphétamines et revoit de vieux amis d'enfance. L'association avec son collègue Zucchero Fornaciari remonte également à cette période. A Zocca, avec le bluesman de Reggio Emilia, a composé les paroles de Pippo, contenues dans Blue's, accordant ensuite la paternité complète des paroles à Zucchero.

### La consécration (1987-1992)
En 1987, Vasco revient sur scène en sortant C'è chi dice no, un album qui se vendra à plus de 1 000 000 d'exemplaires et qui restera dans les charts pendant 38 semaines, dont 12 consécutivement au sommet. Œuvre également très bien accueillie par la critique, qui l'évalue comme un album inspiré et aux multiples facettes, caractérisé par la rébellion et le romantisme. L'album doit être considéré à tous égards comme une étape importante dans l'histoire de la composition rock italienne et la chanson titre, réinterprétée par la suite par Gianna Nannini et incluse dans l'album Hitalia, est un hymne dur contre les clichés et les approbations.
«Tanta gente è convinta che ci sia nell'aldilà qualche cosa, chissà / Quanta gente comunque ci sarà, che si accontenterà / C'è qualcuno, che non sa / più cos'è un uomo / C'è qualcuno, che non ha / rispetto per nessuno / C'è chi dice no, c'è chi dice no! / Io non ci sono / C'è chi dice no, c'è chi dice no! / Io non mi muovo"
(extrait de C'è chi dice no, 1987)
Parmi les chansons les plus célèbres figurent également Vivere una favola, Ciao, Brava Giulia et Ridere di te. De la tournée correspondante, qui a duré six mois et a été divisée entre espaces fermés et espaces ouverts, une double cassette VHS intitulée "Vasco Rossi Live '87" a été extraite et distribuée.
Le succès est tel que même Adriano Celentano le souhaite comme invité sur Rai. Il accepte dans un premier temps, pour ensuite changer d'avis la veille de l'émission, ce qui exaspère les dirigeants de la chaîne de télévision, qui menacent de l'interdire définitivement toute émission.[58]
Le succès toujours croissant des spectateurs oblige le chanteur à abandonner les arènes pour s'orienter vers des espaces plus grands : l'ère des stades commence.
En 1989, avant la sortie de l'album Liberi liberi réalisé pour le compte d'EMI, Guido Elmi et le Steve Rogers Band abandonnent Rossi, qui se retrouve pratiquement seul avec Maurizio Lolli.
Sans Solieri et Riva, le Blasco Tour a quand même commencé, dont le grand succès a conduit à la publication de l'album live Fronte del stage, contenant l'inédit Guarda dove vai.
Vasco raconte à Michele Monina "1989 : Premier tournant radical artistiquement, avec l'album Liberi Liberi qui représente le point de non-retour. Sans Guido Elmi à mes côtés, sans les compagnons de nombreuses aventures, Massimo Riva et Maurizio Solieri " j'ai appris la leçon et j'ai aussi pris en charge toute la partie technique - que je n'aime pas beaucoup - de la production de l'album".
Le résultat est une œuvre plus mélancolique, désillusionnée et réfléchie que les précédentes, à commencer par le single qui donne son titre à l'album, mais qui connaît tout autant de succès, devenant le deuxième album le plus vendu de l'année avec 900 000 exemplaires et ce qui représente une sorte de tournant dans la discographie du chanteur.
« Liberi liberi siamo noi / Però liberi da che cosa? Chissà cos'è, chissà cos'è / Finché eravamo giovani / era tutta un'altra cosa, chissà perché, chissà perché / Forse eravamo stupidi, / però adesso siamo cosa? / Che cosa che, che cosa se / Quella voglia, la voglia di vivere / Quella voglia che c'era allora / Chissà dov'è, chissà dov'è...."
(directement de Liberi...liberi, 1989)
Parmi les chansons les plus célèbres figurent également Domenica Lunatica, ...Muoviti! , Tango... (della gelosia) et Dillo alla Luna, réinterprétées ensuite par Mia Martini, qui comprendra dans l'album La musique qui tourne autour de moi.
L'année suivante, deux concerts sont organisés coup sur coup (les 10 et 14 juillet) respectivement dans les stades San Siro de Milan et Flaminio de Rome, pour un total d'environ 117 000 spectateurs.
Avec le concert de Milan, Vasco Rossi devient le troisième artiste italien, après Edoardo Bennato en 1980 et Claudio Baglioni en 1985 et 1986, à rassembler un si grand nombre de supporters qu'il remplit le stade Giuseppe Meazza. Une partie du concert à Milan est publiée dans l'album Vasco live 10.7.90 San Siro.
Les événements de Milan et de Rome s'avéreront très significatifs, décrétant non seulement un tournant dans la carrière du rockeur, mais aussi une sorte de revanche de la musique italienne contre les grandes stars internationales : le soir même où Vasco se produisait à Milan, Madonna jouait, elle se produisit à Rome, avec une performance nettement moins réussie que celle de Vasco.
Pour le concert à Rome, le promoteur italien des Rolling Stones David Zard a proposé à Enrico Rovelli, alors manager de Vasco, de créer un méga-événement aux côtés de Mick Jagger et Keith Richards avec le rockeur émilien, mais la proposition n'a pas été acceptée. De ces deux concerts, une vidéo a été réalisée en VHS, rééditée en 2006 sur DVD, intitulée Fronte del stage live 90, tandis que la tournée Fronte del stage durera tout au long de 1991.
En 1989, il revient collaborer avec Stadio, pour qui il écrit les paroles du tube radio Stupidi de l'album Puoi fidarti di me.

### Maturité artistique (1993-2000)

#### Gli spari sopra, Rock sotto l'assedio etNessun pericolo... per te
En 1993, il sort l'album Gli Spare Ci-dessus, qui confirme son ascension imparable en remportant 10 disques de platine et en vendant plus de 1 000 000 d'exemplaires. Album corsé et résolument rock, composé de 14 titres, parmi lesquels se trouvent également quelques chansons introspectives, dans la lignée des œuvres précédentes, comme Vivere et ...Stupendo, ainsi sous la forme d'une chanson intitulée Ne jamais apparaître, centrée sur la relation conflictuelle entre Vasco et la télévision. Le single qui donne son titre à l'album représente une dénonciation contre les abus de pouvoir.
«E se si girano gli eserciti e spariscono gli eroi / Se la guerra poi adesso cominciamo a farla noi / Non sorridete, gli spari sopra sono per voi! »
(extrait de Glia Spari Sopra, 1993)
Parmi les chansons les plus célèbres figurent également Lo spectacolo, Gabri, L'uomo che hai di fronte e Hai ragione tu, avec la participation de Pino Daniele.
Il a été précédé d'un mini-CD unique qui contient, outre quelques versions alternatives de L'uomo che hai di viso et Delusa, avec des références sarcastiques aux filles de l'époque de Non è la Rai, également l'inédit Se è vero or not, qui n'était pas inclus dans l'album. Suivra la tournée Gli Spari Sopra, qui réunira plus de 850 000 spectateurs au cours de six mois de concerts, avec la publication ultérieure d'une vidéo en VHS, réimprimée en 2006 sur DVD, intitulée Gli Spari. Tournée Sopra.
En 1994, il offre aux membres de son fan club officiel un CD contenant l'inédit Senza parole, dédié à tout son « peuple ».
En 1995, le rockeur était de retour à San Siro avec un double concert, Rock under the siege, contre la guerre en Yougoslavie et auquel ont assisté plus de 100 000 spectateurs. Sur scène sont accueillis des groupes musicaux de différents groupes ethniques, amenés clandestinement des zones de guerre avec l'aide de collaborateurs tels que le photojournaliste Massimo Sciacca et l'organisateur Enrico Rovelli. A cette occasion, il chante pour la première fois General de Francesco De Gregori, qui a toujours été sa référence musicale, en l'interprétant dans son propre style rock. Vasco présente cette soirée comme une occasion de réfléchir contre la violence de la guerre, mais de nombreux journalistes lui reprochent de ne pas reverser les bénéfices à la cause yougoslave.[172] La réponse du rockeur ne se fera pas attendre et, à travers son bureau de presse, il dira que Rock assiégé se fait en solidarité avec les groupes de rock de Sarajevo et que la charité se fait plutôt avec le chéquier, et sans publicité. 173] Avec Maurizio Lolli et Mirco Bezzi, il a créé un site Internet, le premier en Italie pour un artiste musical, destiné à la collecte des témoignages de journalistes des zones de guerre interceptés sur le réseau de communication naissant et des biographies des groupes musicaux qui se produisent.
En 1996, il publie l'album Nessun péricolo... per te, considéré par la critique comme une œuvre bouleversante, mais surtout à contre-courant, et l'un de ses meilleurs albums, dans lequel la fierté du différent, du maudit, également à travers une véritable invective qui part de l'expérience personnelle de l'artiste pour moquer les mécanismes de discrimination.
«Mi ricordo che sì, si escludeva, per motivi che oggi fanno solo ridere / Mi ricordo che sì, si escludeva, per primi quelli che facevano paura, chissà perché / Mi ricordo che sì, si escludeva, sempre il più debole / Mi ricordo che non si voleva però neanche i più brutti come me / E avanti così, facciamo due comunità diverse"
(de Mi si excludeva, 1996)
La première vidéo extraite est celle de Mi Si Escludeva. L'album, en plus de contenir une chanson, Gli angeli, parmi les plus poignantes de toute sa production, dédiée à son ami Maurizio Lolli décédé d'un cancer du poumon et dont la vidéo (une production colossale de 600 millions de lires) est réalisée de Roman Polański, contient l'une des chansons les plus célèbres de l'auteur-compositeur-interprète, Sally, réinterprétée plus tard par Fiorella Mannoia.
D'autres chansons à retenir sont Un gran bel film, qui reprend idéalement le morceau qui a mené le rockeur au succès, Vita spericolata, et Benvenuto qui traite de la naissance de son fils Luca.
La vidéo de Gli angeli, présentée à la Mostra de Venise, a été mise à disposition sur Internet, un événement plutôt inhabituel pour ces années-là, de sorte que Vasco s'est révélé être un précurseur des nouveaux systèmes technologiques qui avançaient. La chanson sort sous la forme d'un single de forme triangulaire en édition limitée. La forme du CD unique, ainsi que l'écriture triangulaire portant le nom du chanteur sur la pochette de l'album, sont un clair hommage à l'attribut féminin, auquel Vasco fait souvent référence avec des gestes indubitables lors de ses concerts. La tournée Pas de danger pour toi[184], divisée en deux parties, la première dans les arènes et la seconde dans les stades, a réuni plus de 830 000 spectateurs.
En 1997 sort Rock, un recueil de chansons anciennes réarrangées, qui amène le chanteur à se produire dans l'ancienne usine Italsider de Bagnoli, dans le cadre de la première édition du Neapolis Rock Festival. Cette année-là, Rossi est présent comme auteur au Festival de Sanremo (en collaboration avec Gaetano Curreri et Roberto Ferri) avec ...E dis-moi que tu ne veux pas mourir écrit pour Patty Pravo, récompensé par le prix de la critique. Toujours pour le Festival de Sanremo, en 1999, il écrit la chanson Lo backpack chantée par Stadio.

#### Retour aux origines avec Canzoni per me, le Heineken Jammin' Festival et la mort de Massimo Riva
En 1998, il sort Canzoni per me, parmi les œuvres les plus intenses, intimes et désenchantées de toute sa production et dans laquelle il reprend également des chansons anciennes, écrites au début de sa carrière et jamais publiées. Parmi les chansons les plus célèbres figurent L'una per te, Io no.... et quanti anni hai. Il triomphe pour la deuxième fois au Festivalbar avec Io no et obtient pour la première fois le Targa Tenco dans la catégorie du meilleur album de l'année. L'album n'a pas donné lieu, comme d'habitude, à une nouvelle tournée, mais il a été décidé de n'organiser qu'un seul concert, en acceptant la proposition d'être en tête d'affiche de la première édition du Heineken Jammin' Festival à Imola.
120 000 spectateurs participent à la soirée marquant un événement dans toute l'histoire de la musique italienne : le succès de Vasco devient massif et le rocker de Zocca est universellement reconnu comme la rock star de la musique italienne contemporaine.
La soirée a été immortalisée dans la vidéo Rewind et dans l'album live associé Rewind en 1999, suivi du Rewind Tour. Parmi les chansons, nous nous souvenons également de l'homonyme Rewind, dont la musique a été écrite pour lui par un ami de toujours. Gaetano Curreri.
Après avoir participé au Concert du 1er Mai à Rome, quelques jours avant la première étape de la tournée au stade Renato Curi de Pérouse, le "compagnon d'aventure" Massimo Riva, guitariste du groupe, est décédé des suites d'une consommation d'héroïne. overdose et co-auteur d'une partie du répertoire musical de Vasco. Depuis la tournée Rewind, on se souviendra de lui à chaque concert.
En 1999, il a reçu le Prix Lunezia de Fernanda Pivano, comme Poète du Rock, pour la valeur littéraire des paroles de la chanson Combien d'années as-tu. La même année sort le single La fine del millennio, dont les bénéfices sont reversés à l'association à but non lucratif pour la guérison des toxicomanes, fondée par les proches de Massimo Riva. La couverture représente le Christ aux yeux bandés d'une scène tirée du "Théâtre des orgies et des mystères" de l'Autrichien Hermann Nitsch. La même année, Vasco co-écrit les paroles de la chanson La tua copine semper, présentée au Festival de Sanremo par Irene Grandi, qui se classe en deuxième position. La collaboration avec Irene Grandi se consolidera au fil des années : en 2003, Vasco signera la chanson Prima di Parte per un Lungo viaggio pour la chanteuse florentine et en 2019, la chanson Enfin Io, présentée au Festival de Sanremo l'année suivante.

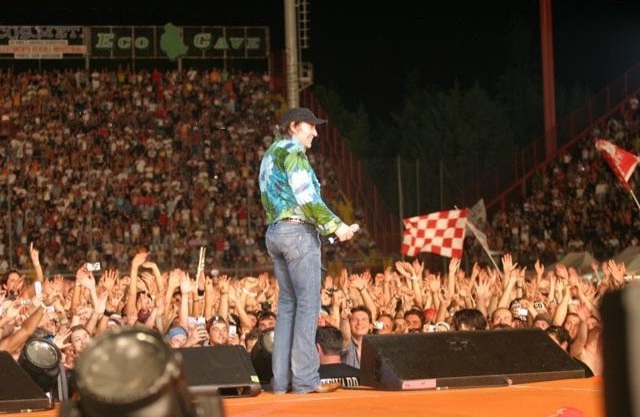
Concert Livre 2004

### Les concerts deviennent des productions colossales (2001-2016)

#### 2001-2003: Hôtel Stupido et triple concert à San Siro
2001 est l'année de Stupido Hotel, qui sera le deuxième album le plus vendu de l'année et avec lequel le chanteur poursuit son parcours rock, désormais basé sur une nouvelle façon de se présenter en concert, malgré une période compliquée sur le plan existentiel[205], comme en témoignent les deux chansons principales de l'œuvre, We are alone et Stupido hotel. Cela a été suivi d'une tournée entièrement déroulée dans les stades et de la troisième victoire au Festivalbar avec la chanson Ti prendo e ti porta via.
En 2002 sort Tracks, le premier recueil annoncé comme officiel par EMI, avec des chansons en version originale et remasterisée et avec la réinterprétation de General de Francesco De Gregori, chanté pendant la tournée Rock under the siege de 1995 mais qui est resté inédit. La sortie de la collection a été suivie par le triple concert événement Vasco Rossi @ S.Siro 03 qui s'est tenu à nouveau à San Siro en 2003, suivi par près de 225 000 spectateurs, et dont sera tiré le DVD Vasco Rossi @ S.Siro 03.[ 209] La réinterprétation de General représente une sorte de réponse et grâce à la version de Vita spericolata enregistrée par De Gregori en 1993 et incluse dans son album Il bandito e il champion.

#### 2004-2007: Bon ou mauvais, le «Vascstock» et le retour à Sanremo en invité
2004 est l'année du Bien ou du Mal, considérée par la critique comme une œuvre de maturité, cohérente avec le chemin parcouru par l'artiste, dans lequel son esprit « libre » ne s'est pas alourdi au fil des années, mais s'est transformé en un message plus profond et plus médiatisé et qui est présenté, à la demande du rockeur, à la "Fabrica delle e", une structure du Groupe Abele fondée par Don Luigi Ciotti. Enregistré entre Bologne et Los Angeles, puis également vendu aux États-Unis, l'album fut le plus vendu en Italie en 2004 et remporta 12 disques de platine. Parmi les douze chansons inédites, se distingue le single du même nom, considéré comme le manifeste de l'ensemble de l'œuvre.
D'autres chansons célèbres sont Come stai, Anymore, E...écrit par l'auteure-compositrice-interprète Pia Tuccitto Señorita et Unsenso.
L'album a été suivi par la tournée Good or Bad, qui a duré deux étés et a visité la plupart des stades italiens, les reprenant sur demande et faisant salle comble avec plus de 1 730 000 spectateurs au total. En outre, le 25 septembre de la même année, Vasco offre à ses fans un concert gratuit à Catanzaro (district de Germaneto), devant 450 000 personnes.
Vasco lui-même a surnommé cet événement « Vascstock ».
En 2005, il reçoit le Nastro d'argento de la meilleure chanson originale pour Un senso et revient à Sanremo comme invité pour la soirée finale, en signe de gratitude envers le festival qui lui a offert une vitrine importante, lorsque sa carrière en est encore à ses balbutiements, malgré les mauvais classements reconnus à l'époque. Vasco chante l'introduction de Vita spericolata, introduite par Maurizio Solieri à la guitare, et Un senso. Après la représentation, il prononce quelques mots contre la loi anti-tabac (loi 3/2003) votée par le ministre Girolamo Sirchia et quitte la scène, évitant l'habituelle interview de l'animateur Paolo Bonolis avec ses invités.
Le 9 septembre 2005 sort È solo un rock'n'roll show, un double DVD, lançant ainsi le concept du movieclip, dans lequel toutes les chansons de Buoni o villains s'entrelacent dans un long clip vidéo d'une durée plus de deux heures. Le 2 décembre suivant est sorti Buoni oattivi Live Anthology 04.05, un coffret comprenant un double CD et un triple DVD qui documente le grand succès du Buoni oattivi Tour. Le 17 du mois dernier, Vasco retourne à Zocca où ses amis d'enfance et toute la communauté ont organisé un hommage en son honneur. Une exposition photographique sera également montée pour l'occasion.
Le 26 juillet 2006, il a reçu le prix Fernanda Pivano. Toujours en 2006, Vasco a annoncé publiquement qu'il ne vendrait plus les droits de ses chansons à des fins publicitaires. La décision de les vendre, prise dans le passé, était de son propre aveu une erreur, car il n'est pas éthiquement correct de profiter des émotions des fans.
Le single Basta Poco est sorti le 19 janvier 2007. Par la volonté de l'auteur-compositeur-interprète, il n'est vendu dans aucun magasin et peut être écouté exclusivement via la radio ou téléchargé depuis le Web ou depuis le portail d'une compagnie de téléphone connue. Le nouveau single établit le record italien de téléchargements légaux, plus de cent mille deux jours après la sortie de la chanson, et représente une nouvelle dénonciation du rockeur, cette fois contre l'hypocrisie et la superficialité, qui donnent plus d'importance aux choses insignifiantes qu'aux faits concrets.
Le 11 mai 2007, Vasco Rossi a sorti un mini CD, Vasco Extended Play, contenant Basta Poco, la version "démo originale" de celui-ci, la vidéo avec les personnages conçus par son fils Luca et une réinterprétation de La Compagnia, écrite de Mogol et Carlo Donida, porté au succès par Marisa Sannia en 1969 et réinterprété en 1976 par Lucio Battisti : c'est une chanson à laquelle Vasco s'est déclaré très attaché et qu'il a réinterprété dans un ton rock.
Le 23 novembre 2007 est sorti le DVD Vasco@Olimpico.07, enregistré lors des deux dates des 27 et 28 juin de la tournée Vasco Live 2007 au stade romain.

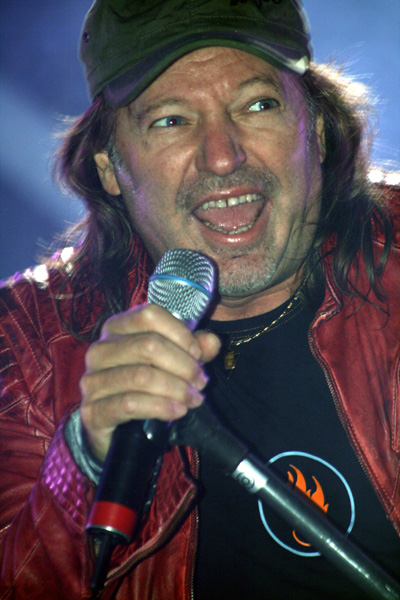
Vasco Rossi en 2007

#### 2008-2009: Il mondo che vorei et la deuxième participation au concert du 1er mai
Le 28 mars 2008 sortira Il mondo che vorei, le vingt et unième album de l'auteur-compositeur-interprète, quinzième en studio et déjà récompensé d'un disque de diamant avec seulement des exemplaires vendus en avance (plus de 350 000) et devenant ainsi le troisième album le plus vendu de l'année. Le monde que je voudrais est aussi le nom du premier single, lancé à la radio le 14 mars et dans tous les oratoires du diocèse de Milan le 16 mars. La chanson entre immédiatement à la première place des charts numériques Fimi.
La chanson Gioca con me, le troisième morceau de l'album, a été enregistrée avec la participation du guitariste Slash. L'œuvre est en quelque sorte liée à la précédente, où, pour la première fois clairement, s'était manifestée une sorte de rupture consciente entre le chanteur de rock à succès et l'homme plein de problèmes et de troubles, qui reste au contraire dans une phase d'incomplétude existentielle. , surtout dans la chanson Et maintenant c'est mon tour, dans laquelle une augmentation de l'angoisse est évidente.
«E adesso che sono arrivato fin qui grazie ai miei sogni / Che cosa me ne faccio della realtà / Adesso che non ho più le mie illusioni / Che cosa me ne frega della verità / Adesso che ho capito come va il mondo / Che cosa me ne faccio della sincerità / E adesso, e adesso...."
(extrait de E adesso che tocca a me, 2008)
Parmi les chansons les plus célèbres, nous nous souvenons également de Vienni qui.
À l'été 2008, la tournée, commencée à Gênes, s'est poursuivie dans les stades des principales villes italiennes. En seulement 24 heures après l'ouverture des préventes, 120 000 billets ont été vendus, obligeant les organisateurs à ajouter des dates supplémentaires pour les étapes de Milan, Rome, Ancône et Salerne. Il s'est également produit au Heineken Jammin' Festival de Mestre le 21 juin 2008. Le 5 juillet 2008, sur son site officiel, il annonce un retour sur scène en septembre, pour la deuxième partie de la tournée, dont la première date a eu lieu aura lieu le 5 septembre à Teramo. À la fin de l'année, selon les données du SIAE, Vasco détient le record de musique live grâce à la fréquentation record (plus de 850 000 spectateurs) enregistrée lors des dix-huit dates du concert Vasco.08 Live.
Le 13 mars 2009 sort Il mondo che would live 2008, le premier concert de rock enregistré en haute définition sur disque Blu-ray lors du double concert organisé au stade Renato Dall'Ara de Bologne les 19 et 20 septembre 2008. .
La première apparition live de 2009 a eu lieu à l'occasion du vingtième anniversaire du concert du 1er mai à Rome, 10 ans après sa première participation. La représentation a duré environ cinquante minutes, au cours desquelles dix chansons ont été interprétées, dont A street boy, une chanson de 1966 écrite par I Corvi, chantée pour la première fois par Vasco.

#### 2009-2010: Tracks 2 - Inédits & raretés et l'Europe Tour Indoor
Le 6 octobre 2009, il entame une tournée en salle en Italie et en Europe, le Tour Europe indoor, 13 ans après la dernière tournée en salle datée de 1996, la tournée Nessum pericolo per te.
Lors de ces concerts, il présente une nouvelle chanson inédite intitulée À tout prix, réédition, avec de nouvelles paroles en italien écrites par Vasco, du tube de Radiohead Creep. A noter l'anomalie de la date sarde, seul concert en plein air de la tournée.
Le 27 novembre 2009 sort l'album Tracks 2 - Inediti & rarità, contenant trois chansons inédites (tra cui la stessa Ad ogni costo, Ho fatto un sogno e Sto pensando a te), Sally chantée entièrement débranchée lors d'une scène du Europe Tour 2009, six morceaux live tirés du No Peril Tour de 1996 et trois reprises jouées en live une seule fois au fil des ans, à savoir Il tempo di mori, Un Ragaggio di Strada et Amico Fragile. En un peu plus d'une semaine, l'album a atteint quatre disques de platine et, à ce jour, il est diamant. Le même mois, Sony produit SingStar Vasco Rossi, un jeu pour PlayStation 2 et PlayStation 3.
Par la suite, est sorti le deuxième single du nouvel album, Sto pensiero a te, diffusé à la radio à partir du 18 décembre 2009.
Le 10 mars 2010, sort un numéro de Topolino dans lequel Vasco se transforme en commandant Brasko, un chanteur très apprécié du public et retraité des scènes, à qui l'oncle Scrooge demande de relancer la fortune du plus important événement de chant. à Duckburg, celui du Theatre Roast. À l'intérieur, vous trouverez une interview dans laquelle Vasco lui-même parle de sa passion pour Mickey Mouse. L'histoire, créée par Vincenzo Mollica, est écrite par Fausto Vitaliano, tandis que les dessins sont de Giorgio Cavazzano. Le même mois, il décide d'investir dans le magazine de critique littéraire Satisfiction, dont il devient le rédacteur en chef.
Le 30 avril 2010 sort à la radio le single I had a dream, une chanson qui dénonce, également à travers un clip vidéo, la réalité encore caractérisée par des préjugés envers ceux qui sont différents. Le 22 juin suivant, l'album Vasco London Instant Live 04.05.2010 enregistré le 4 mai 2010 au Hammersmith Apollo de Londres est sorti en édition limitée. Cette date marque un événement important dans la carrière du rockeur puisqu'il s'agit de son premier concert en Grande-Bretagne. Le 29 novembre, via Facebook, il annonce avoir écrit le cinquième single de Noemi, Vuoto a lose, avec Gaetano Curreri ; la chanson est aussi la bande originale du film Femelles contre mâles de Fausto Brizzi.

#### 2011-2012: Vivere o niente, l'inédit Les habituels, problèmes de santé et projets parallèles
Le 29 mars 2011 sort Vivere o niente, le seizième album studio qui passe directement à la première position du classement des albums les plus vendus en Italie cinq jours seulement après sa sortie et qui s'avérera être l'album le plus vendu de l'année.La couverture de l'album représente l'artiste fuyant toujours le conservatisme, l'homologation et les pouvoirs qui veulent le faire taire, contraint à une condition de clandestinité, nécessaire pour rester libre de raconter la réalité sans l'exploiter.[253] Le premier single sorti, présenté en avant-première le 7 février (son cinquante-neuvième anniversaire), s'intitule Eh... giad. Le deuxième single discuté est Manifeste futuriste de la nouvelle humanité, en rotation depuis le 6 mai 2011, et avec lequel Vasco décrit un homme nouveau qui n'a plus « foi » en un créateur et qui reconnaît la vie non pas comme un don mais comme une combinaison de facteurs. aléatoire.
« S'il te plaît, pardonne-moi si je n'ai plus confiance en toi / Je tiens à te signaler que j'ai presque fini / J'ai aussi presque fini la patience que j'ai avec moi-même / Ce sera difficile de ne pas faire d'erreurs / Sans le l'aide de puissances supérieures / J'ai fait un pacte, tu sais, avec mes émotions / Je les laisse libres et ils ne me tuent pas"
(extrait du Manifeste futuriste de la nouvelle humanité, 2011)
Parmi les chansons les plus célèbres figurent également Vivere o niente et L'Aquilone.
Le 15 avril 2011, la saison 2011-2012 du Teatro alla Scala de Milan a été présentée par le directeur Stéphane Lissner, avec la musique et la dramaturgie de Vasco utilisées pour la production L'autre moitié du ciel, un spectacle centré sur la figure féminine. et les jeunes.La « première » devait avoir lieu le 31 mars 2012, avec sept représentations ultérieures, mais a été reportée de trois jours en raison d'une grève des travailleurs.
Le 5 juin 2011, la tournée Vasco Live Kom '011 débute au Stadio Del Conero d'Ancône. La tournée, qui comprend un concert au Heineken Jammin Festival de Mestre, est la première au cours de laquelle un artiste donne quatre concerts consécutifs au stade San Siro. Lors du dernier rendez-vous à Milan, le rockeur a été contraint de raccourcir la setlist, en commençant avec un net retard, en raison de graves maux de dos qui, malgré le traitement nécessaire, ne montraient aucun signe de disparition.
Le 26 juin 2011, dans une interview avec Vincenzo Mollica pour TG1, parlant de son avenir, il a déclaré qu'il allait changer sa façon de communiquer avec le public, en particulier il a déclaré: «mon extraordinaire activité de rock star est heureusement conclue» et que "c'est la dernière tournée de ce type". C'est à cette époque que fut publié le livre Recueil complet de chansons de Vasco.
Le 18 juillet 2011, il a décidé d'être admis dans une clinique privée près de Bologne pour vérifier la nature de ses maux de dos et les examens ont révélé que la cause de la douleur provenait d'une côte fracturée. Profitez également de votre séjour à la clinique pour faire un check-up complet. Le 22 août suivant, après un examen médical convenu à la clinique Villalba, les médecins qui surveillent son état de santé l'obligent à se reposer pendant au moins soixante jours, ce qui entraîne l'annulation des quatre dernières dates du Vasco Live Kom '011 : Turin, Udine, Bologne et Avellino. Le chanteur a reçu un diagnostic d'infection à staphylocoque doré qui a provoqué une ostéomyélite à la poitrine, une endocardite et, plus tard, également une pneumonie.
Le 7 septembre 2011 sort en salles un film documentaire sur sa vie artistique et privée, réalisé par Alessandro Paris et Sibylle Righetti, intitulé Questa storia qua, projeté deux jours plus tôt en avant-première à la Mostra de Venise et en simultané dans plus de 200 cinémas, déjà complets à l'avance.Le single I soliti est tiré du film, qui reprend idéalement les chansons Cerchio solo noi et Liberi...liberi, en rotation à la radio depuis le 29 août.
«Nous avons pris des habitudes dangereuses / Et nous sommes revenus sains et saufs sans complications / Nous sommes libres, libres, libres de voler / Nous sommes libres, libres, libres de faire des erreurs / Nous sommes libres, libres, libres de rêver / Nous sommes libre, libre de ne pas revenir / Nous sommes les habituels, ceux comme ça"
(extrait de I soliti, 2011[265])
Le 24 novembre 2011, une autre de ses biographies a été publiée, intitulée La versione di Vasco, tirée à 80 000 exemplaires ; après trois jours, le livre a été réimprimé à 50 000 exemplaires supplémentaires. Le livre s'est immédiatement classé premier dans la section « divers » ou « non-fiction », alors qu'il occupait la quatrième position au classement général. Les bénéfices des ventes furent reversés à une communauté de Don Luigi Ciotti. Le 9 décembre, uniquement et exclusivement sur iTunes, est sortie une version spéciale de l'album Vivere o niente, appelée Vivere o niente - Kom.011 Edition, contenant, en plus de l'album studio, également un CD de 13 chansons enregistrées lors d'une scène de Vasco Live Kom '011.
Le 31 mars 2012 est publié l'album L'altra meta del cielo contenant certaines des chansons les plus célèbres de Rossi dédiées aux femmes, réarrangées pour être interprétées sur la scène de La Scala ; l'album atteint immédiatement la première position parmi ventes. Le 4 avril, lors de la « première » de L'autre moitié du ciel, il y a eu six minutes d'applaudissements finaux. Du 9 juin au 14 juillet 2012, une exposition des œuvres en 3D de Vasco, intitulée Notte Rossi, a eu lieu au Palazzo Isolani de Bologne. Entre-temps, est sortie la chanson La Luna, écrite pour Patty Pravo avec Gaetano Curreri et sortie le 15 juin. En juin, son guitariste historique Maurizio Solieri parle de la relation entre lui et Vasco dans une interview, suivie d'une réponse piquée de Vasco qui suggère la fin de la relation de collaboration.
Le 8 septembre 2012, il revient se produire pour un mini-concert à Castellaneta Marina, dans la province de Tarente. Le 14 septembre, il a été de nouveau admis à la clinique pour des problèmes respiratoires.Le 27 novembre 2012, l'album live Live Kom 011 : The Complete Edition est sorti, qui a fait ses débuts directement à la première place du FIMI Album Charts ; en deux semaines, il est devenu disque d'or et en décembre, il a été certifié platine pour plus de 60 000 exemplaires vendus.

#### 2013-2016: Sono innocente et Live Kom
Le 21 janvier 2013, le single L'uomo le plus simple est sorti, qui atteint la première place des charts des ventes.En mars, Rossi a clarifié les raisons pour lesquelles il avait décidé de revenir sur scène, affirmant, avec une pointe d'ironie, que sa démission en tant que rock star n'avait pas été acceptée.
Le 9 juin 2013 débute au stade Olimpico de Turin la tournée Vasco Live Kom '013, qui comprend quatre concerts dans la capitale piémontaise et trois au stade Renato Dall'Ara de Bologne. La tournée, qui marque le retour de Vasco sur scène, voit la participation de plus de 271 000 spectateurs.
Le 15 octobre 2013 est sorti le single Cambia-menti, une chanson qui a immédiatement atteint la première position du classement des singles les plus vendus en Italie, qui impliquait le message « changez d'avis » et qui proposait divers plats. pour une réflexion à travers un texte intergénérationnel.
« Changer d'avis n'est pas difficile / Changer de parti est très facile / Changer le monde est presque impossible / Vous ne pouvez changer que vous-même / Cela semble peu mais si vous pouviez le faire / Vous commenceriez une révolution / Bien vivre ou essayer de vivre / Faites le moins de mal possible / Et ne soyez pas le meilleur / N'ayez pas peur de perdre / Et pensez que ce sera difficile / De sortir de cette situation"
(extrait de Cambia-menti, 2013)
Peu de temps après, les dates de la tournée Vasco Live Kom '014 ont été annoncées, au cours de laquelle le chanteur s'est produit au stade Olimpico de Rome et au stade Giuseppe Meazza de Milan. Trois dates supplémentaires s'ajoutent ensuite aux quatre dates initialement prévues, pour un total de près de 400 000 spectateurs cumulés. Le 14 mars, le single Damnate Nubes est sorti, qui anticipe la sortie de l'album en novembre.
En avril 2014, Rossi a signé un accord avec la maison de disques Universal Records pour la publication des trois prochains albums.
Vasco Live Kom '014 commence le 25 juin 2014. Lors de la préparation du spectacle au stade olympique de Rome, l'auteur-compositeur-interprète a annoncé vouloir donner une touche métal à sa musique, précisant qu'"à force de jouer du hard rock, il est inévitable de finir dans le métal, c'est un évolution naturelle".Cette tournée a atteint le chiffre d'environ 400 000 spectateurs, pour un montant brut certifié de plus de 26 millions de dollars, entrant à la deuxième place du palmarès mondial "Hot Tours 2014" du Billboard, deuxième après les Rolling Stones.
L'album suivant de chansons inédites, intitulé Sono Innocente, précédé le 24 octobre par la sortie du deuxième single Come vorrei, présente des sons, comme déjà anticipé par le rockeur, orientés vers le heavy metal et représente une sorte de récit de la carrière artistique dans lequel l'homme Vasco fait juger la star, pour finalement l'acquitter.
«Je suis innocent mais ici quelqu'un est toujours prêt à juger / Un incident de jeunesse qui me fait encore mal / Tirez-moi encore dessus / Alors on verra qui tombe, qui perd, qui vole et qui sourit et a la peau épaisse / Donnons c'est à essayer / Voyons comment tu joues, si tu vis entre deux feux, si tu tombes comme un poulet ou si tu restes debout comme Rocky / Je suis innocent mais, mais je n'ai plus confiance"
(de Sono innoncente ma..., 2014)
L'album est sorti début novembre 2014, il sera le best-seller de l'année et marque un rapprochement avec quelques anciens collaborateurs (la chanson Je suis innocent mais... met en vedette Roberto Casini et Andrea Righi, tous deux anciens membres, en tant que co-auteurs du Steve Rogers Band). La présence d'une pièce instrumentale est également inhabituelle. De plus, parmi les bonus, il y a une chanson inédite de Vasco écrite à l'âge de quinze ans (Marta pleure encore) et une chanson de son fils Luca (L'ape regina), toutes deux coproduites et arrangées par Saverio Principini et enregistrées et mixé aux Speakeasy Studios LA à Los Angeles par Marco Sonzini et Saverio Principini lui-même. Parmi les chansons les plus célèbres figurent également Quante volta et Guai.
En mai 2015, le magazine Rolling Stone a consacré sa couverture à Vasco Rossi et a publié une longue interview avec lui.
Après la sortie du nouvel album, le 7 juin 2015, Vasco Live Kom '015 part du stade San Nicola de Bari, dans lequel Vasco revient se produire dans les stades les plus importants d'Italie, pour un total de 14 dates, dont une au le stade San Paolo de Naples, où il n'était plus présent depuis onze ans. La tournée se caractérise par d'importants records de fréquentation et de spectateurs (600 000)[297] et dans la setlist, en plus des nouvelles chansons du nouvel album, il y a quelques reprises importantes du passé comme Deviazioni, Credi Really et Gli Angeli. A la fin de la tournée, Rossi retourne en studio pour enregistrer le refrain de la chanson Tutti contro tutti, contenue dans Miss nostalgia, le nouvel album de Stadio. La chanson en question marque en effet le retour de Vasco Rossi au duo avec Gaetano Curreri, après la chanson La viso delle donne, publiée au début des années quatre-vingt.
Le 11 septembre 2015, il présente le film documentaire Il Decalogo di Vasco à la Mostra de Venise.
Le 18 mars 2016, Tutto in una notte - Live Kom 015 est sorti, composé de deux CD, deux DVD et un Blu-ray, contenant l'enregistrement du concert à Naples, entièrement audio et vidéo en direct et édité dans l'enregistrement. stand réalisé par Pepsy Romanoff, ancien réalisateur du clip de Come Vorrei.
Après une période de pause, le chanteur revient sur scène avec Vasco Live Kom '016. Les organisateurs de Live Kom décident de compenser l'absence de Rome parmi les dates de la tournée 2015, en établissant une "suite" de celle-ci avec deux dates au stade olympique prévues les 22 et 23 juin, puis portées à quatre, avec l'ajout des 26 et 27 juin. Cette série de concerts représente un nouveau record de dates consécutives dans le stade romain, où Rossi lui-même a donné trois concerts en 2014. Au total, 205 000 billets ont été vendus pour les quatre dates.

### Modena Park et activités récentes (de 2017 à aujourd'hui)

Modena Park 2017 - 225 000 spectateurs en vente billets payants uniquement

#### 2017: quarante ans de carrière avec la collection VascoNonStop et une audience record au Modena Park
Lors de la promotion des concerts au stade olympique de Rome, Vasco annonce le concert-événement Modena Park 2017, qui aura lieu au parc Enzo Ferrari de Modène le 1er juillet 2017, pour célébrer ses quarante ans de carrière. Pour promouvoir cet événement, le coffret VascoNonStop a été publié le 11 novembre 2016[302], contenant 69 chansons, dont quatre inédites, dont les deux singles Un mondo Migliore, publiés le 14 octobre 2016[304]. et Come nelle favole, publié le 14 mars 2017. Les deux autres sont L'amour au temps des téléphones portables et Più in alto che c'è. Les quatre chansons inédites seront incluses sur un seul CD dans le deuxième EP du chanteur Vasco Modena Park 01 07 17, publié en édition limitée le 9 juin 2017 en prévision de l'événement Modena Park 2017.
Avec plus de 220 000 billets vendus pour Modena Park 2017, Vasco Rossi obtient ainsi le record mondial de spectateurs payants pour un seul concert, dépassant celui d'A-ha, qui en 1991 à Rio de Janeiro avait réuni 198 000 spectateurs payants.
Ce concert restera également dans les mémoires pour d'autres records : depuis les téléspectateurs (un peu plus de 5 millions) et au cinéma (plus de 50 000 billets délivrés pour suivre l'événement en salles) jusqu'au record de fans qui, pour être au premier rang, ils campent au Modena Park un mois avant l'événement, comme Steve Tomasin de Casarsa della Delizia.
Le 31 juillet 2017, Guido Elmi, producteur de disques et directeur artistique de Vasco Rossi pendant près de quarante ans, est décédé subitement.
À l'automne 2017, la version live de Colpa d'Alfredo interprétée au Modena Park 2017 est sortie à la radio en single. Le 1er décembre 2017, Vasco Modena Park est sorti en avant-première dans certains cinémas - Le film, distribué dans tous les cinémas d'Italie du 4 au 7 décembre 2017, qui retrace la journée de Modena Park 2017, en l'enrichissant de nouveaux contenus et de ses réflexions Rossi. Le film est réalisé par Pepsy Romanoff et distribué par QMI Stardust en collaboration avec Universal Music. Le 8 décembre est sorti le coffret Vasco Modena Park, un enregistrement du concert de Modène du 1er juillet précédent.

#### 2018-2020: VascoNonStop Live et les deux nouveaux singles
Après avoir annoncé les dates de VascoNonStop Live 2018, qui voit le chanteur s'engager dans les stades italiens lors de onze dates au cours des mois de mai et juin 2018, le bassiste Claudio Golinelli, frappé par une maladie lors des répétitions à Lignano Sabbiadoro, est remplacé par Andrea Torresani ( Golinelli était cependant présent pour jouer la chanson Cerchio solo noi le 21 juin à Messine).
Lors d'une réunion avec le fan club en septembre 2018, Vasco annonce VascoNonStop Live 2019 qui comprend six dates au stade San Siro de Milan (nouveau record absolu de dates consécutives dans le stade milanais) et deux dates à la Foire de Cagliari. Il anticipe également l'annonce d'un nouveau single qui sortira en novembre avec un clip vidéo réalisé par le réalisateur Pepsy Romanoff. À l'automne, il retourne au studio d'enregistrement avec le producteur Celso Valli, Nicola Venieri et son ami Gaetano Curreri pour terminer le single intitulé La Verità, publié le 16 novembre. La nouvelle chanson, écrite avec Roberto Casini, s'inspire d'un poème écrit par Vasco lui-même en 2011 et publié dans son livre Vasco's version de 2012 (« Vivons dans des temps nouveaux » est l'incipit du poème original). Le 25 octobre 2019, il sort le single Se ti potessi dire qui anticipe l'album live VascoNonStop Live, un album qui documente VascoNonStop Live 2019.
Les deux VascoNonStop Lives ont enregistré une fréquentation totale de plus de 875 000 spectateurs et le 25 novembre 2019, le film Vasco Non Stop Live 018+019 est sorti en salles.
Le VascoNonStop Live Festival organise pour l'été 2020 une tournée des principaux festivals de rock italiens. Cependant, en raison des restrictions imposées par le gouvernement italien pour limiter la propagation de la pandémie de COVID-19, la tournée est annulée et reportée à l'été 2021.
Le 3 août 2020, il participe à l'hommage à Fabrizio De André dans Crêuza de mä pe Zêna, une réinterprétation de la célèbre chanson de l'auteur-compositeur-interprète génois présentée lors de l'inauguration du viaduc de Gênes San Giorgio.
Le 3 novembre 2020, la chanteuse annonce que le premier single du nouvel album sortira le 1er janvier 2021.
Le 16 décembre 2020, il a reçu le Golden Neptune, la plus haute distinction décernée par la ville, des mains du maire de Bologne, Virginio Merola, et le 21 décembre, il a reçu le Tenco Lifetime Achievement Award.

#### 2021-présent: Siamo qui, Vasco Live et un nouveau single
La nouvelle chanson de Vasco Rossi, intitulée Une chanson d'amour jetée, est présentée le premier jour de l'année lors de l'émission télévisée Danza con me, animée par Roberto Bolle, qui marque le retour de l'artiste à la télévision. , quinze ans après sa dernière apparition à la télévision en tant qu'invité. Le 7 janvier, la vidéo officielle de la chanson a été publiée et la date de sortie du nouvel album composé de 10 chansons inédites, qui sortira le 12 novembre 2021, a été annoncée.
Le 14 avril 2021, Rossi annonce que les concerts prévus en juin, déjà décalés d'un an en 2020, seront reportés à 2022 en raison de la persistance de l'urgence sanitaire provoquée par la pandémie, tandis que l'agence Live Nation annonce que les nouvelles dates seront ne font plus partie du calendrier des fêtes auxquelles elles appartenaient, même si elles auront lieu dans les mêmes lieux.
Le 26 juillet 2021, le chanteur annonce que le concert inaugural de la nouvelle tournée aura lieu à Trente le 20 mai 2022. Le 12 septembre, il a annoncé via les réseaux sociaux que le nouvel album de chansons inédites s'intitulerait Nous sommes ici[333] et le 1er octobre que cinq nouvelles dates seront ajoutées au Vasco Live 2022 dans les stades de Naples, Turin, Messine, Bari. et Ancône.[334] Le 15 octobre, il sort le deuxième single de l'album, la chanson titre We are here, ainsi que la vidéo visuelle de la chanson, tandis que le 20 octobre, la vidéo officielle réalisée par Pepsy Romanoff est publiée.
L'auteur lui-même explique que le titre s'inspire de la condition humaine et de ses problèmes, issus d'une civilisation qui ne pense qu'au profit et dans laquelle la technologie n'est plus au service de l'homme mais exclusivement au service d'elle-même, ajoutant que c'est la chanson autour de laquelle tout l'album a été construit et dans laquelle l'artiste se tourne vers un alter ego, qui représente son côté sombre et onirique.
«Nous sommes ici pleins d'ennuis / Cachant ce que tu es à l'intérieur de ce que tu as / Mais comment ça se passe, mais qu'est-ce que c'est, mais où est-il / Nous sommes ici seuls et déçus / Confondre ce que tu es à l'intérieur de ce que tu utilises / Mais comment 'ça l'est, mais qu'est-ce que c'est / Tu peux me répondre, tu peux me répondre / Ou tu veux te cacher, ou tu veux te protéger / Et quand tu ne sais même pas pourquoi tu fais ça / Tu as juste besoin de pleurer ou rire»
(extrait de Siamo qui, 2021)
Le 12 novembre 2021, comme l'a annoncé le chanteur en début d'année, Siamo qui son dix-huitième album studio, défini par le critique Massimiliano Perrotta comme une œuvre réussie et variée, et qui gagne en seulement sept jours la première place des albums les plus vendus en Italie et le top 5 des albums les plus téléchargés au monde sur iTunes, permettant à Rossi d'atteindre un nouveau record : être premier en le classement des albums les plus vendus au cours de 5 décennies différentes.
Le 22 mars 2022, la collaboration du rockeur avec le rappeur Marracash a été révélée, qui sera l'invité spécial de la nouvelle version de la chanson La pluie dimanche, morceau contenu dans le dernier album de l'auteur-compositeur-interprète Nous sommes ici. Marracash avait déjà échantillonné l'arpège de guitare de Gli angeli dans sa chanson Io, obtenant les félicitations de Vasco lui-même. Les deux artistes décident de reverser les bénéfices du single, publié le 25 mars à Save the Children, l'organisation qui se bat depuis plus de 100 ans pour sauver les filles et les garçons en danger et leur garantir un avenir, en faveur des enfants impliqués dans la guerre en Ukraine.
Le 11 avril 2022, il a reçu la nouvelle version du Telegatto en reconnaissance de son mérite en tant que symbole de la musique italienne qui représente un pont entre les générations de fans. Vasco Live 2022 débute à Trente le 20 mai, composé de 11 dates qui se termineront le 30 juin à Turin.
Le 10 juin 2022 sort le single L'amore l'amore, dont le clip a été tourné lors de la première étape de la tournée, également dans la version remix du duo musical allemand Twocolors. Le 13 juin, le rockeur a annoncé via les réseaux sociaux que le Capitole lui décernerait le Loup Capitolin, la plus haute distinction que Roma Capitale accorde à des personnalités illustres qui ont laissé une marque indélébile dans la culture et l'imaginaire collectif de la ville.
Vasco Live 2022 rassemble plus de 700 000 spectateurs, affichant complet aux 11 dates de la tournée.

Vasco Rossi concert Rome 2022 - Circo Massimo

Après avoir remporté la première place pour le plus grand nombre de spectateurs obtenu lors des derniers spectacles live, le rockeur annonce qu'en juin 2023 aura lieu Vasco Live 2023 dans les stades et que les 14, 15 et 16 novembre 2022 Vasco sera présenté uniquement en cinémas Live Rome Circus Massimo. Il annonce également que le single Patto con ransom, déjà présent dans le dernier album studio de l'auteur-compositeur-interprète, sortira le 21 octobre 2022.
Le 8 novembre 2022, le chanteur a annoncé les dates de la nouvelle tournée, la définissant comme une continuation de la précédente, annonçant qu'elle se déroulera dans les stades de Bologne, Rome, Palerme et Salerne avec une double date pour chaque ville. le lendemain, comme l'avait déjà annoncé le rockeur en juin, il reçoit au Capitole le Loup Capitolin des mains du maire de Rome Roberto Gualtieri.Le 25 novembre, en raison de la forte demande (260 000 billets vendus dans les quatre heures suivant l'ouverture des préventes), deux dates supplémentaires ont été ajoutées à Bologne. Le 6 mars, le maire de Rimini Jamil Sadegholvaad annonce que la tournée de l'auteur-compositeur-interprète débutera le 2 juin depuis le stade Romeo Neri. A Salerne, avec les 2 dates à guichets fermés des 28 et 29 juin 2023, il termine sa tournée des stades, un événement qui a réuni 450 000 personnes sur les 11 dates prévues.
En septembre 2023, il était présent dans le docufilm consacré à Enzo Jannacci, du réalisateur Giorgio Verdelli, Enzo Jannacci - J'arrive aussi, où il raconte un épisode qui le lie à l'auteur-compositeur-interprète milanais.Toujours en septembre, il a annoncé la sortie d'une docu-série de cinq épisodes sur Netflix qui retrace les nombreuses histoires derrière ses chansons et la sortie simultanée d'un nouveau single intitulé Les erreurs que vous faites, publié le 27 septembre.
Le 29 décembre 2023, le Journal officiel de la République italienne a publié la nouvelle de la frappe d'une pièce d'une valeur de cinq euros dédiée à la chanson de l'auteur-compositeur-interprète Albachiara, dont l'émission débutera en 2024.

## Vie privée
Vasco Rossi a trois enfants : Davide, né le 24 avril 1986 de sa relation avec Stefania Trucillo ; Lorenzo, né le 5 juin 1986 de la relation avec Gabriella Sturani et Luca, né le 17 juin 1991 de la relation avec Laura Schmidt. Le fils aîné Davide est acteur et disc-jockey.[366], le deuxième est animateur de radio, tandis que le troisième est, selon les archives du SIAE, co-auteur de plusieurs chansons ; la chanson Benvenuto, contenue dans l'album Nessun péricolo... per te, lui était dédiée, tandis que la chanson Canzone,[368] contenue dans l'album Vado al massimo, est dédiée au père de Vasco Rossi, décédé prématurément. La chanson Gabri, contenue dans l'album Gli spari sopra, est dédiée à la mère de Lorenzo, tandis que la chanson Laura, contenue dans Canzoni per me, n'est pas dédiée à Laura Schmidt.
En 1979, il a été libéré du service militaire en raison de sa consommation de drogues psychotropes.
Parmi les relations amoureuses des années quatre-vingt, une a eu lieu avec la présentatrice de télévision Barbara D'Urso[376], qui a également affirmé que deux chansons de Vasco Rossi, Brava et Incroyable romantique[75], lui seraient dédiées. 378], une circonstance niée par l'auteur-compositeur-interprète lui-même (en réalité, les deux chansons, ainsi que la chanson Io no..., font référence à Paola Panzacchi, la première petite amie de Vasco). Il entretenait également une amitié de plusieurs années avec le commerçant et artisan Luigi De Marco, chef de la loge maçonnique "Lando Conti" à Cosenza.
Anarchiste depuis toujours, il est partisan du Parti radical de Marco Pannella et de la légalisation des drogues. En mai 2009, il adhère au Parti radical pour la 23e fois consécutive. En 2000, il était propriétaire d'une équipe de motos privée liée à Aprilia Racing, Vasco Rossi Racing, qui a remporté le championnat du monde et le pilote qui la conduisait était Roberto Locatelli. Il possède 90% d'une compagnie de charter. Rossi n'a jamais caché sa sympathie pour l'équipe de football de l'Inter.
Vasco Rossi est athée et favorable à l'euthanasie, comme il l'a déclaré en 2011, à l'occasion de la sortie de l'album Vivere o niente, suscitant de vives critiques de la part de l'Église catholique et du journaliste Marcello Veneziani, à quoi Rossi a répondu en soulignant que le langage des chansons n'est pas celui utilisé par les professeurs de philosophie, qui finiraient par donner des significations complètement opposées aux concepts exprimés, conduisant, selon lui, à de véritables erreurs.
Toujours contre la charité médiatisée, Vasco n'a jamais participé à aucun événement caritatif officiel, refusant, au fil des années, toute invitation à participer à Pavarotti & Friends et aux initiatives des chanteurs nationaux italiens.
En 2003, après avoir effectué le test ADN, il reconnaît son fils Lorenzo, son deuxième fils.
En 2004, l'écrivain Fernanda Pivano, à travers la revue Vanity Fair, a consacré une « lettre d'amour » à Vasco Rossi
Le 11 mai 2005, l'IULM de Milan lui a décerné un diplôme honorifique en sciences de la communication, que l'auteur-compositeur-interprète a dédié à sa mère et à ses études universitaires qu'il avait alors interrompues.
Vasco Rossi a soutenu la liste Rosa nel Pugno lors de la campagne électorale pour les élections politiques italiennes de 2006 (autorisant l'utilisation de la chanson Cerchio solo noi comme bande originale de la publicité du parti) et a financé la coalition L'Unione. C'est la première fois que le rockeur prend une position politique claire : dans le passé, il s'est limité à montrer de la sympathie pour les luttes abolitionnistes de Marco Pannella, en acquérant l'adhésion aux radicaux et en prêtant son visage à certaines campagnes anti-prohibitionnistes au début des années quatre-vingt.
En mai 2008, il a été nommé citoyen d'honneur de la ville de Gênes par la maire Marta Vincenzi, car il a rendu hommage aux Génois lors de la "date 0" du Vasco.08 Live en concert. En outre, il a reçu à titre honorifique la carte qui donne accès gratuitement aux oratoires du diocèse de Gênes.
En février 2010, Vasco, par l'intermédiaire de ses avocats, a demandé au site satirique Nonciclopedia de supprimer la page qui lui était consacrée, la jugeant diffamatoire ; en août et septembre 2011, certains administrateurs du site ont été convoqués par la police postale à ce sujet. En signe de protestation, le 3 octobre 2011, les administrateurs de Nonciclopedia ont suspendu le service de leur propre initiative. Le lendemain, le site fut restauré sans l'inscription sur Vasco, en même temps que la promesse de retirer la plainte.
Passionné de danse classique, il fonde en octobre 2011 avec Stefano Salvati l'association culturelle Vasco Rossi Dancing Project. En décembre 2011, il a fait don de 75 000 euros à l'Université de Bologne pour soutenir une recherche de trois ans sur les biofilms microbiens, principales causes de diverses formes infectieuses.
En 2011, après avoir été admis dans une clinique, il a avoué à ses fans sur sa page Facebook qu'il souffrait de dépression et qu'il prenait depuis longtemps un cocktail d'antidépresseurs, de psychotropes et d'anxiolytiques étudiés par une équipe de médecins, qui assurait un équilibre acceptable. . Après cet aveu, des rumeurs commencèrent à se répandre sur un éventuel retrait de la scène, démenties peu après par le chanteur lui-même. Depuis 2011, Vasco Rossi semble résider à Bologne, dont il est le principal contribuable.
Le 7 juillet 2012, après vingt-cinq ans de cohabitation, il épouse sa compagne Laura Schmidt à Zocca.
Le 29 mai 2014, il a reçu la reconnaissance de « citoyen d'honneur des Pouilles créatives » de la part du président de la région Nichi Vendola.
En 2015, après avoir opté pour une forme de charité individuelle sans tambour ni trompette, plutôt que de participer au concert Italia Loves Emilia, organisé dans le but de récolter des fonds pour aider les populations touchées par le tremblement de terre d'Émilie, il a reçu la citoyenneté d'honneur de Finale Emilia par le maire de la ville.
En 2019, Rai lui propose la direction artistique du Festival de Sanremo, mais Rossi la refuse.
En 2020, pour lutter contre la pandémie de COVID-19, il a fait un don à la fondation Sant'Orsola-Malpighi de Bologne. Par la suite, en réponse à une lettre que lui a envoyée Cesare Cremonini, il a avoué avoir survécu à trois maladies mortelles en 2011 qui l'ont plongé dans le coma à plusieurs reprises.

Le 8 septembre 2021, il a reçu de la mairie la citoyenneté honoraire de Castellaneta.

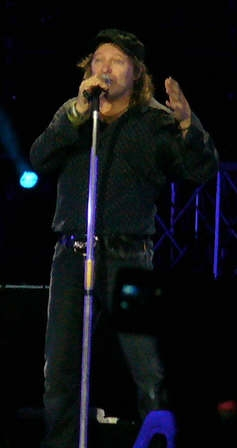
Vasco Rossi

## Discographie
- 1978 - Ma cosa vuoi che sia una canzone
- 1979 - Non siamo mica gli americani
- 1980 - Colpa d'Alfredo
- 1981 - Siamo solo noi
- 1982 - Vado al massimo
- 1983 - Bollicine
- 1984 - Va bene, va bene così
- 1985 - Cosa succede in città
- 1987 - C'è chi dice no
- 1989 - Liberi liberi
- 1990 - Fronte del palco
- 1990 - Vasco live 10.7.90 San Siro
- 1993 - Gli spari sopra
- 1996 - Nessun pericolo... per te
- 1997 - Rock (album)|Rock
- 1998 - Canzoni per me
- 1999 - Rewind (Vasco Rossi)|Rewind
- 2001 - Stupido hotel
- 2002 - Tracks (Vasco Rossi)|Tracks
- 2004 - Buoni o cattivi
- 2005 - Buoni o cattivi live anthology 04.05
- 2008 - Il mondo che vorrei
- 2009 - Tracks 2 inediti e rarità
- 2010 - Vasco London Instant Live (04.05.2010 - Limited Edition)
- 2011 - Vivere o niente
- 2012 - L'altra metà del cielo
- 2013 - L'uomo più semplice
- 2013 - Cambia-Menti
- 2014 – Sono innocente (en)
- 2016 – Tutto in una notte - Live Kom 015
- 2016 – Vascononstop
- 2017 - Vasco Modena Park
- 2019 - Vasco Nonstop Live
- 2022 - Vasco Live Roma Circo Massimo
- 2025 - Vasco Live Milano San Siro

## Formation actuelle
- Stef Burns - guitariste
- Maurizio Solieri - guitariste / Vince Pastano
- Claudio Golinelli - bassiste
- Matt Laugh - batteur
- Frank Nemola - trompettiste, choriste
- Andrea Innesto - saxophoniste
- Alberto Rocchetti - clavieriste, pianiste et choriste
- Clara Moroni - choriste
- Diego Spagnoli - mise en scène, présentateur